# Upper Summit Lake
Upper Summit Lake är en sjö i Kanada.   Den ligger i provinsen British Columbia, i den centrala delen av landet, 3 400 km väster om huvudstaden Ottawa. Upper Summit Lake ligger 705 meter över havet. Arean är 1,0 kvadratkilometer. Den ligger vid sjön Summit Lake. Den sträcker sig 1,3 kilometer i nord-sydlig riktning, och 2,1 kilometer i öst-västlig riktning.
I omgivningarna runt Upper Summit Lake växer i huvudsak barrskog. Trakten runt Upper Summit Lake är nära nog obefolkad, med mindre än två invånare per kvadratkilometer.